# ووزنسنسکی (شهرستان نوریمانوفسکی، باشقیرستان)
ووزنسنسکی (انگلیسی: Voznesensky, Nurimanovsky District, Republic of Bashkortostan) یک شهرک در شهرستان نوریمانوفسکی استان باشقیرستان کشور روسیه است.